# Associazione Calcio Femminile Milan 2009-2010
Questa voce raccoglie le informazioni riguardanti la Associazione Calcio Femminile Milan nelle competizioni ufficiali della stagione 2009-2010.

## Rosa
Rosa aggiornata alla fine della stagione.
| N. |                    | Ruolo | Calciatrice         |
| -- | ------------------ | ----- | ------------------- |
|    | Nigeria (bandiera) | A     | Saidat Adegoke      |
|    | Italia (bandiera)  | D     | Federica Barosi     |
|    | Italia (bandiera)  | C     | Sandy Bertucci      |
|    | Italia (bandiera)  | A     | Alice Lidia Cama    |
|    | Italia (bandiera)  | A     | Sonia Cammarata     |
|    | Italia (bandiera)  | A     | Federica Cappella   |
|    | Italia (bandiera)  | A     | Erica Croce         |
|    | Italia (bandiera)  | P     | Clarissa D'Ambrosio |
|    | Italia (bandiera)  | D     | Elena Del Gaudio    |
|    | Italia (bandiera)  | D     | Carlotta Di Giulio  |
|    | Italia (bandiera)  | P     | Cecilia Di Giulio   |
|    | Italia (bandiera)  | C     | Fernanda Donzelli   |

| N. |                   | Ruolo | Calciatrice          |
| -- | ----------------- | ----- | -------------------- |
|    | Italia (bandiera) | C     | Mara Ferretti        |
|    | Italia (bandiera) | C     | Nicol Florio         |
|    | Italia (bandiera) | C     | Sara Gazzano         |
|    | Italia (bandiera) | C     | Federica Laddaga     |
|    | Italia (bandiera) | C     | Jessica Mantuano     |
|    | Italia (bandiera) | D     | Monica Maria Morelli |
|    | Italia (bandiera) | D     | Giulia Pagano        |
|    | Italia (bandiera) | C     | Ilenia Sancassani    |
|    | Italia (bandiera) | P     | Eleonora Sfamurri    |
|    | Italia (bandiera) | D     | Francesca Vitale     |
|    | Italia (bandiera) | A     | Annalisa Zambetta    |